# Équipe de France de football en 1981
Chronologie
Saison précédente Saison suivante
Cet article traite de l'année 1981 de l'équipe de France de football.
C'est une année contrastée pour l'équipe de France, qui cumule les résultats négatifs mais parvient néanmoins à obtenir sa qualification pour la Coupe du monde 1982. Les Français doivent attendre le mois de décembre et le dernier match, contre Chypre, pour gagner leur place en Espagne. Mais le véritable tournant des éliminatoires a lieu un mois plus tôt, avec la victoire contre les Pays-Bas et un nouveau coup franc décisif de Michel Platini.

## Les matchs
| Date             | Stade                                  | Adversaire           | Score | Comp | Buteurs français                                      |
| 18 février 1981  | Stade Vicente Calderon Madrid, Espagne | Espagne              | D 0-1 | A    | -                                                     |
| 25 mars 1981     | Feyenoord Stadion Rotterdam, Pays-Bas  | Pays-Bas             | D 0-1 | QCM  | -                                                     |
| 29 avril 1981    | Parc des Princes Paris, France         | Belgique             | V 3-2 | QCM  | Soler (14e, 31e), Six (26e)                           |
| 15 mai 1981      | Parc des Princes Paris, France         | Brésil               | D 1-3 | A    | Six (81e)                                             |
| 9 septembre 1981 | Stade du Heysel Bruxelles, Belgique    | Belgique             | D 0-2 | QCM  | -                                                     |
| 14 octobre 1981  | Lansdowne Road Dublin, Irlande         | République d'Irlande | D 2-3 | QCM  | Bellone (9e), Platini (83e)                           |
| 18 novembre 1981 | Parc des Princes Paris, France         | Pays-Bas             | V 2-0 | QCM  | Platini (52ecf), Six (82e)                            |
| 5 décembre 1981  | Parc des Princes Paris, France         | Chypre               | V 4-0 | QCM  | Rocheteau (25ecf), Lacombe (29e, 82e), Genghini (86e) |

A : match amical. QCM : match qualificatif pour la Coupe du monde 1982

## Les joueurs
| Joueurs                                                 |     |     |     |     |     |     |     |     |
| Gardiens de but                                         |     |     |     |     |     |     |     |     |
| Jean Castaneda (ASSE) (1re sélection)                   | 90  |     |     |     |     | 90  | 90  | 90  |
| Dominique Dropsy (RCS) (dernières sélections)           |     | 90  | 90  | 90  |     |     |     |     |
| Pierrick Hiard (SEC Bastia) (1re et dernière sélection) |     |     |     |     | 90  |     |     |     |
| Défenseurs                                              |     |     |     |     |     |     |     |     |
| Christian Lopez (ASSE)                                  | 90  | 90  | 90  | 90  | 90  | 90  | 90  | 90  |
| Gérard Janvion (ASSE)                                   | 90  | 90  | 90  | 90  | 90  | 90  | 90  | 90  |
| Maxime Bossis (FC Nantes)                               | 90  | 90  | 90  | 90  | 90  | 90  | 90  | 90  |
| Léonard Specht (RCS)                                    | 90  | 90  |     | r77 |     |     |     |     |
| Marius Trésor (Girondins de Bordeaux)                   |     |     | 90  | 23  |     |     | 90  | 90  |
| Philippe Mahut (FC Metz) (1re sélection)                |     |     |     |     | 90  | 69  |     |     |
| François Bracci (Girondins de Bordeaux) (17e sélection) |     |     |     |     |     | r21 |     |     |
| Milieux                                                 |     |     |     |     |     |     |     |     |
| Jean Tigana (Olympique lyonnais/Girondins de Bordeaux)  | r20 |     | 90  | 90  |     |     | r15 | 90  |
| Alain Moizan (OL) (dernières sélections)                | 90  | 77  |     | 90  | 60  |     |     |     |
| Jean-François Larios (ASSE)                             | 90  | 90  |     |     | 90  | 90  |     |     |
| Didier Christophe (AS Monaco)                           | 70  | r13 |     |     |     | 90  |     |     |
| Michel Platini (ASSE)                                   | 90  |     |     |     | 90  | 90  | 75  |     |
| Alain Giresse (Girondins de Bordeaux)                   |     | 90  | 90  |     | 90  |     | 90  | 90  |
| Bernard Genghini (FCSM)                                 |     |     | 90  | 90  |     |     | 90  | 90  |
| René Girard (Girondins de Bordeaux) (1re sélection)     |     |     |     |     |     | 90  |     |     |
| Attaquants                                              |     |     |     |     |     |     |     |     |
| Didier Six (RC Strasbourg/VfB Stuttgart)                | 90  | 90  | 90  | 90  | 90  | r27 | 90  | 63  |
| Bruno Baronchelli (FC Nantes)                           | 45  |     |     |     |     |     |     |     |
| Daniel Xuereb (OL) (1re sélection)                      | r45 |     |     |     |     |     |     |     |
| Jacques Zimako (ASSE/FCSM) (dernières sélections)       |     | r27 | r19 |     | 90  |     | r21 |     |
| Dominique Rocheteau (Paris SG)                          |     | 90  | 90  |     |     |     | 90  | 90  |
| Bernard Lacombe (Girondins de Bordeaux)                 |     | 63  |     |     |     |     | 69  | 90  |
| Gérard Soler (Girondins de Bordeaux) (4e sélection)     |     |     | 71  |     |     |     |     |     |
| Olivier Rouyer (ASNL) (17e et dernière sélection)       |     |     |     | 78  |     |     |     |     |
| Philippe Anziani (FC Sochaux) (1re sélection)           |     |     |     | 59  |     |     |     |     |
| Patrick Delamontagne (ASNL) (1re sélection)             |     |     |     | r31 |     |     |     |     |
| Patrice Lecornu (SCO Angers) (3e et dernière sélection) |     |     |     | r12 |     |     |     |     |
| Yannick Stopyra (FC Sochaux) (2e sélection)             |     |     |     |     | r30 |     |     |     |
| Alain Couriol (ASM) (3e sélection)                      |     |     |     |     |     | 90  |     |     |
| Bruno Bellone (ASM)                                     |     |     |     |     |     | 63  |     | r27 |

## France - Pays-Bas
Le match de football France - Pays-Bas du 18 novembre 1981 à Paris est considéré comme l'un des matchs les plus importants du football français.

### Contexte
La France est opposée au finaliste de la dernière coupe du monde de 1978, une équipe dans laquelle jouaient Johan Neeskens, Ruud Krol, Johnny Rep et Jan Poortvliet, tous les quatre titularisés ce 18 novembre. La défaite pour la Hollande est synonyme d'élimination, la fin d'une époque dorée, et le début d'une nouvelle histoire pour le football français.

### Déroulement du match
- match de qualification pour la coupe du monde 1982, joué le 18 novembre 1981 au Parc des Princes de Paris, devant 44 884 spectateurs.
- Arbitre : M. Antonio Garrido  Portugal

- Évolution du score
  -  France 1-0  Pays-Bas : Platini (52e), tir croisé, brossé à mi-hauteur, contournant le mur, sur coup franc direct situé à 18 m à gauche à hauteur du premier poteau.
  -  France 2-0  Pays-Bas : Six (82e), reprise croisée de 8 m d'un centre de la gauche de Rocheteau.

- Compte rendu du match : M. Hidalgo revient à un 4-3-3 offensif avec une défense de zone et un milieu de terrain composé de trois « n°10 » : Giresse (menant le jeu en position avancée), Platini et surtout Genghini opérant comme relayeurs assurant le travail défensif. Rocheteau débute comme ailier droit puis passe avant-centre lors de l'entrée de Zimako.

### Aspects tactiques

#### Le trio Platini Giresse Genghini
Ce match est également historique d'un point de vue tactique pour le football français. C'est la première fois que le sélectionneur aligne trois meneurs de jeu avec trois attaquants de pointe, une formule qui s'avère payante puisque la victoire assure aux Français une qualification quasi certaine pour la coupe du monde 82. Ce schéma tactique résolument offensif préfigure le projet de jeu du sélectionneur pour le mondial espagnol. La France sortait pourtant d'une défaite en Irlande avec une équipe défensive. La tactique adoptée par Michel Hidalgo ce 18 novembre s'impose comme le nouveau style de jeu de l'équipe de France et démontre qu'un schéma de jeu ambitieux et victoire sont compatibles.

### Un match dans les annales du football français
Ce match est rentré dans l'histoire du football français, cette victoire étant décisive pour la qualification au mondial espagnol, et par ailleurs synonyme de deuxième participation consécutive pour la génération Platini. Quatre ans plus tôt, la France s'était en effet qualifiée dans les mêmes conditions face à la Bulgarie dans un match tout aussi décisif, avec notamment un but d'anthologie de Michel Platini selon le journaliste Pierre Cangioni. Thierry Roland ose la comparaison avant même le but de Platini, alors que son collègue Jean-Michel Larqué y voyait plutôt le but concédé par Dino Zoff sur un coup franc de Platini quelques années auparavant.

### Couverture médiatique
L'annonce du groupe retenu par Michel Hidalgo le jeudi 12 novembre provoque un engouement médiatique. Yves Mourousi présente la liste des joueurs en direct du journal de 13 heures sur TF1 une semaine avant le match; ce direct est l'occasion d'un reportage télévisé sur l'engouement auprès du public; les 7 000 premières places disponibles à la vente sont toutes vendues dans la matinée du 12 novembre aux prix de 30, 35, et 60 francs. Le soir du match, l'enjeu de la rencontre est présenté en direct du journal de 20 heures sur Antenne 2 par Christine Ockrent. Un reportage réalisé par le journaliste Jean Mamère évoque la présence de 10 000 Hollandais dans un contexte où le marché noir bat son plein. Thierry Roland intervient en direct du journal parlant du match « le plus difficile de l'histoire du football français », rappelant combien la tâche de l'équipe de France était difficile dans un groupe comprenant la Belgique, dernier finaliste de l'Euro, et les Pays-Bas, finalistes des deux dernières coupes du monde. Thierry Roland parle « d'exploit à réaliser » tout en décrivant une ambiance électrique au Parc des Princes en cette soirée du 18 novembre.
Le match est télévisé en direct sur Antenne 2 et commenté par Thierry Roland et Jean-Michel Larqué, ce dernier qualifiant d'extraordinaire l'image de Michel Platini à genoux après son but.